# 凉帽山车辆段
凉帽山车辆段是深圳地铁10号线一座已啟用的车辆段。车辆段位于深圳市龙岗区秀峰路东侧，水官高速以北、二级水源保护区控制线与水官高速之间不规则带状地块内，地块宽度约130－330米，长度约800米，占地面积为27.6公頃。车辆段为双层结构，车辆段设两条出入线分别与甘坑站、凉帽山站接轨。本車輛段由中國電建承建，已於2018年10月29日全面封頂，並於2019年8月5日啟用，9月19日開始以甲種運送輔以擺渡車方式接收列車。

## 设施
凉帽山车辆段主要承担配属车辆的停放、运用、列检、清洗、大修及工程车的停放任务等（但按線網設計，10號線列車大修亦可於前海車輛段進行）。车辆段为双层结构，上层主要由停车列检库、工程车库、联合检修库、洗车库等组成，停车列检库停车规模为单线2列位，共计24列位。工程车库可停放4列工程车，上层车库还有1000m的试车线向西延伸；下层车库只有停车列检库，停车规模同样为24列位，下层试车线长度为300m。總體方面，共設大架修線2條、定修線及雙周/雙月檢線各3條，以及40條停車列檢線。
车辆段设八字出入线分别与甘坑站、凉帽山站接轨，长度分别为0.926km和1.341km，为全地下布置、矿山法施工。出车辆段后，两线逐渐转向北，并逐渐分开，下穿深圳地铁10号线后，出场线以中央侧线的形式与甘坑站相接，凉帽山站设双岛式三线月台，中线接入场线；而以上管道將構成三角線。由于出入线隧道在山体下方，需要设斜井一个辅助施工。

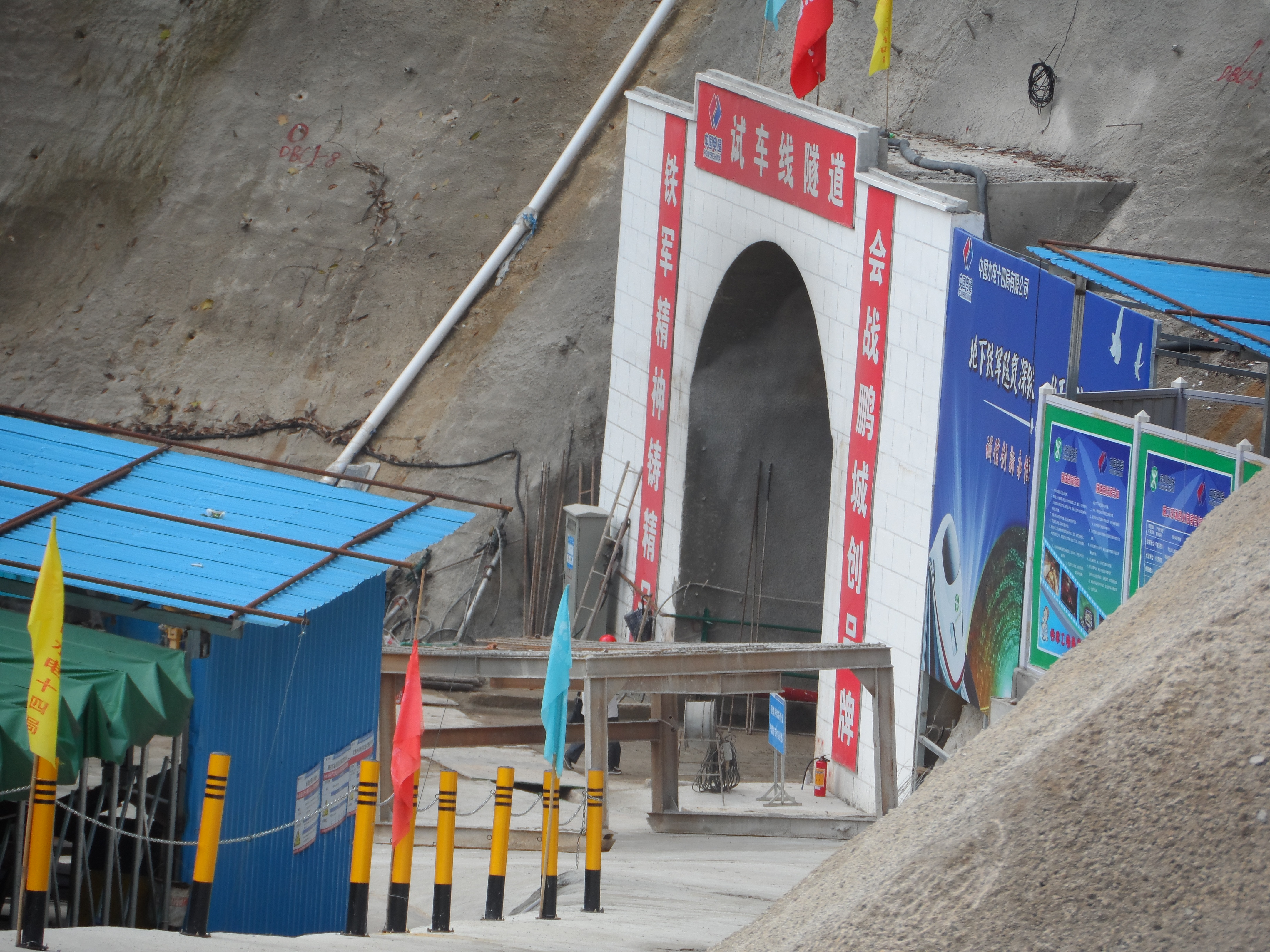
凉帽山车辆段试车线隧道（在建）
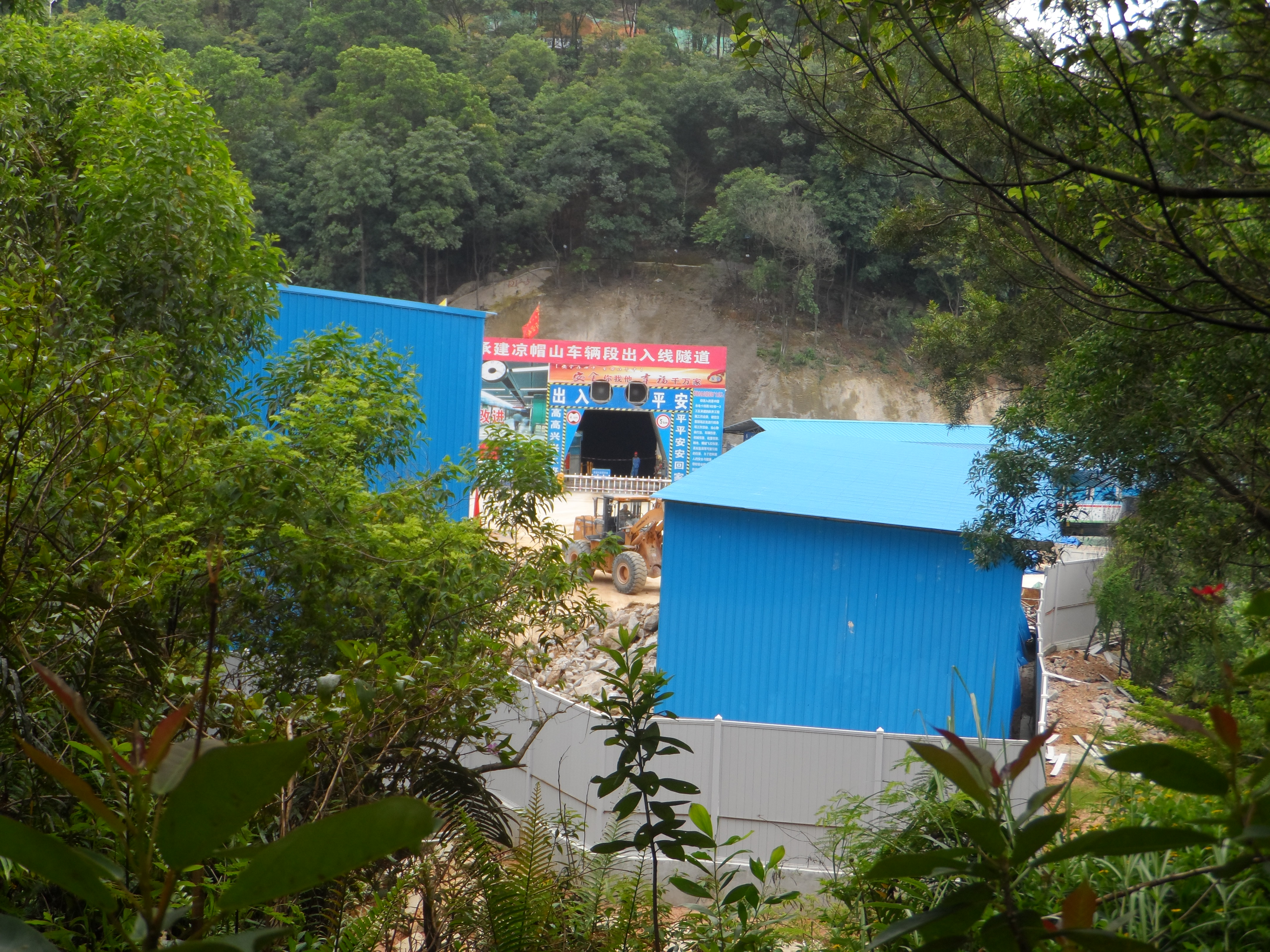
凉帽山车辆段出入线斜井
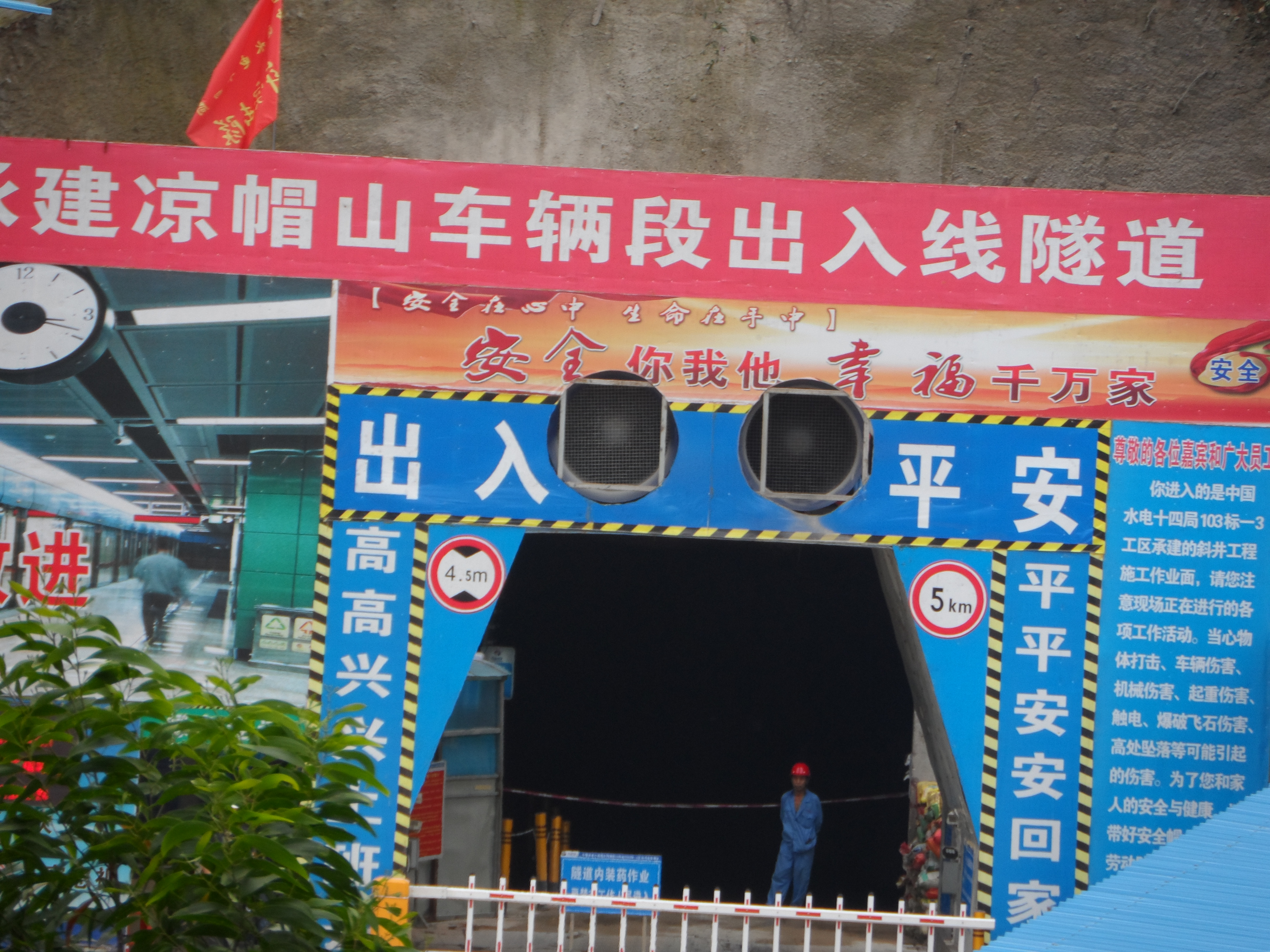

## 未公示生态控制线先施工的问题
2015年9月，凉帽山车辆段进场施工，而在2015年11月，深圳市规划和国土资源委员会才公示了关于凉帽山车辆段用地位于基本生态控制线内的公示按照相关规定在公示30天后才可进场施工，不少市民对此感到怀疑，认为这只是个形式。
由于凉帽山车辆段位于二级水源保护区，内有废弃的竹坑水库，面积约4万平方米，库内水量约24万立方米。施工时需要对水库进行回填，回填工程需要在2016年汛期前完成，工期紧迫不得已，施工方才提早施工。施工方采用分块围堵的方式进行抽水，2016年3月21日，凉帽山车辆基地顺利完成土方回填工作，进入到下一步施工阶段。